# Rafael Bluteau
Rafael Bluteau (Londra, 4 dicembre 1638 – Lisbona, 14 febbraio 1734) è stato un religioso e lessicografo francese naturalizzato portoghese; teatino, autore del monumentale Vocabulário Português e Latino (8 volumi, Coimbra e Lisboa: 1712-1721 e 2 volumi di Supplemento, Lisboa: 1727-1728), più tardi modernizzato e ampliato da António de Morais Silva (Dicionário da Língua Portuguesa, 1789)..

## Biografia
Figlio di padre francese, Lasciò Londra per Parigi con la madre, fuggendo dalle agitazioni seguite alla morte del re Carlo I d'Inghilterra. Studiò scienze umane al collegio di La Flèche e poi al collegio di Clermont. Da giovane frequentò le università di Verona, Roma e Parigi. Si laureò in teologia a Roma ed emise la professione nei Chierici regolari teatini il 29 agosto 1661. Fu in Francia un predicatore rinomato.
Arrivò in Portogallo nel 1668 per ordine del generale del suo Ordine. Apprese la lingua portoghese.
In Portogallo fece parte di un gruppo di religioso immigrati, i cosiddetti padres estrangeirados, in seguito si unì al movimento accademico patrocinato dal conte di Ericeira, Francisco Xavier de Meneses. Ebbe la protezione della regina Maria Francesca di Savoia-Nemours, sposa del re Alfonso VI e in seguito di Pietro II, di cui divenne partitario. Nel 1680 fu incaricato di accompagnare alla corte di Torino il dottor Duarte Ribeiro de Macedo, che si recava a trattare il matrimonio dell'infanta Isabella con il duca di Savoia, Vittorio Amedeo II. Per la morte del dottor Macedo durante il viaggio, padre Bluteau lo sostituì nella missione fino all'arrivo da Lisbona nel 1682 del nuovo ministro, il duca di Cadaval Luís Ambrósio Pereira de Melo, per concludere i negoziati che per la grave infermità del duca di Savoia non avranno esito positivo.
La morte della Regina il 27 dicembre 1683 provocò molti dissapori a padre Bluteau, che fece ritorno in Francia. Ritornò in Portogallo solo nel 1704, ma senza ricevere l'accoglienza sperata, in quanto era divenuto sospetto al governo in ragione della guerra dichiarata fra le due corone. In Lisbona, ricevette l'ordine di risiedere al monastero di Alcobaça, ove rivide il suo Vocabulário Português e Latino e varie altre opere. Nel 1713, con la pace, ottenne licenza per risiedere a Lisbona. Giovanni V ordinò che fossero stampate tutte le sue opere e lo nominò accademico di numero quando nel 1720 fu fondata l'Accademia Reale di Storia Portoghese. Apparteneva già all'Accademia dei Generosi e all'Accademia degli Applicati.
Si distinse nelle conferenze discrete ed erudite che si tenevano nella casa del conte di Ericeira e nell'Accademia dei Generosi, come divulgatore dell'attività scientifica delle grandi accademie europee. Vi discettava, da esempio, di astronomia moderna e dei suoi diversi sistemi, preoccupandosi anche di questioni relative alla "durata della terra", nell'occasione oggetto di intense polemiche. Non seguiva la logica della scolastica, accusandola di essere speculativa, formalista e inutile, in nome di un orientamento marcatamente nominalista.
Nel campo della letteratura, fu una specie di intermediario fra il Portogallo e la cultura francese, soprattutto per la diffusione del magistero di Boileau. Non fu insensibile alle questioni di economia, nel quadro delle relazioni fra l'uomo e la società.
Si dedicò allo studio di lingue morte e vive, specialmente di quelle che parlava correntemente: l'inglese, il francese, l'italiano, il portoghese, lo spagnolo e il greco.
Fu preposito del convento di San Gaetano e morì in tarda età a 95 anni.

## Opere
- Primicias Evangélicas, ou sermões panegyricos do P. D. Raphael Bluteau, etc. oferecido à serenissima alteza de Cosmo Terceiro, gran-duque de Toscana, Lisboa, 1676; Parte segunda, oferecida a uma doutissima, poderosissima e virtuosíssima princeza, Lisboa, 1685; Parte terceira, oferecida ao Marquez de Cascaes, etc., Paris, 1698.
- Vocabulario Portuguez e Latino… em 8 volumes, Coimbra, (1712-1721) e 2 volumes de Suplemento (1727-1728). Il titolo completo è Vocabulario Portuguez, e Latino, Aulico, Anatomico, Architectonico, Bellico, Botanico, Brasilico, Comico, Critico, Chimico, Dogmatico, Dialectico, Dendrologico, Ecclesiastico, Etymologico, Economico, Florifero, Forense, Fructifero, Geographico, Geometrico, Gnomonico, Hydrographico, Homonymico, Hierologico, Ichtuologico, Indico, Ifagogico, Laconico, Liturgico, Lithologico, Medico, Musico, Meteorologico, Nautico, Numerico, Neoterico, Ortographico, Optico, Ornithologico, Poetico, Philologico, Pharmaceutico, Quidditativo, Qualitativo, Quantitativo, Rethorico, Rustico, Romano; Symbolico, Synonimico, Syllabico, Theologico, Terapeutico, Technologico, Uranologico, Xenophonico, Zoologico, Autorizado com exemplos dos melhores escritores portuguezes, e latinos, e offerecido a ElRey de Portugual, D. Joaõ V, pelo Padre D. Raphael Bluteau. Descritto come un'opera di grande merito, che all'epoca fu di enorme utilità, un vero servizio prestato alla nazione; è ancora consultato dagli studiosi di letteratura.
- Prosas Portuguesas, recitadas em diferentes congressos académicos, Parte I e II, Lisboa,  (1728);
- Instrucção sobre a cultura das amoreiras e criação dos bichos de seda, dirigida à conservação e augmento das manufacturas de seda e dedicada a el-rei D. Pedro II, quando principe regente, que as estabeleceu e com os novos privilegios concedidos por el-rei D. José I, nosso senhor, autor D. R. B. Coimbra, 1769. A 1ª edição pode ter sido publicada em 1679 mas depois foi publicada nas Prosas Academicas, tomo II.
- Diccionario castellano y portuguez impresso em Lisboa por orden de el-rey de Portugal D. Juan V, etc., Rio de Janeiro, 1841.
- Sermões panegyricos e doutrinaes, que a diversas festividades e assumptos pregou, etc. 2 tomos, Lisboa, 1732 e 1733.